# Vertakking (plantkunde)
Vertakking is in de plantkunde de wijze waarop de stengel of de wortelstok zijtakken vormt met nieuwe groeipunten. Bij vaatplanten zijn de belangrijkste vertakkingswijzen monopodiaal en sympodiaal. Dichotome vertakking komen vooral voor bij wolfsklauwen en bij varens. Op onverwachte plaatsen kunnen nog adventieve groeipunten worden gevormd.

## Monopodiale vertakking

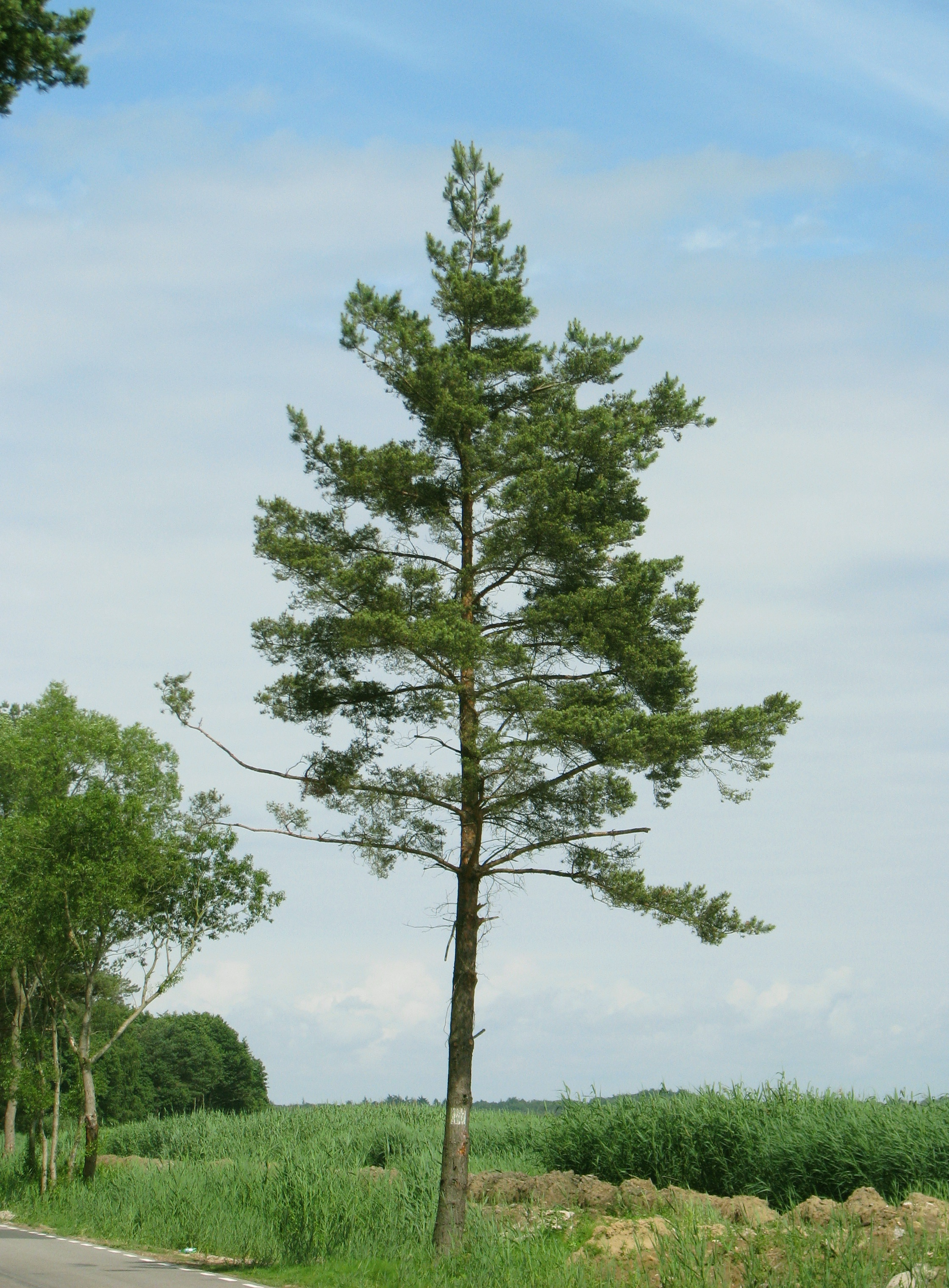
Grove den.

Als de vertakking optreedt met een hoofdas waarvan de groeipunt doorgroeit spreekt men van een monopodiale vertakking. Bij een monopodiale vertakking wordt de stengel (stam) uit hetzelfde groeipunt (meristeem) gevormd en blijft hij dezelfde richting uitgroeien, zoals de stam van de meeste naaldbomen.

## Sympodiale vertakking
Als de vertakking optreedt met groeipunten of okselknoppen vanuit de hoofdas spreken we van een sympodiale vertakking. De groei vindt hierbij niet plaats aan de eindknop van de hoofdstengel, dit in tegenstelling tot de volgende vertakkingswijzen. Een sympodiale vertakking ontstaat doordat verschillende meristemen een beperkte groei hebben en telkens vervangen worden door een meristeem van een hogere (vertakkings)orde. Een voorbeeld hiervan is de stengel bij tomaat en de rizomen bij kweek.

## Dichotome vertakking

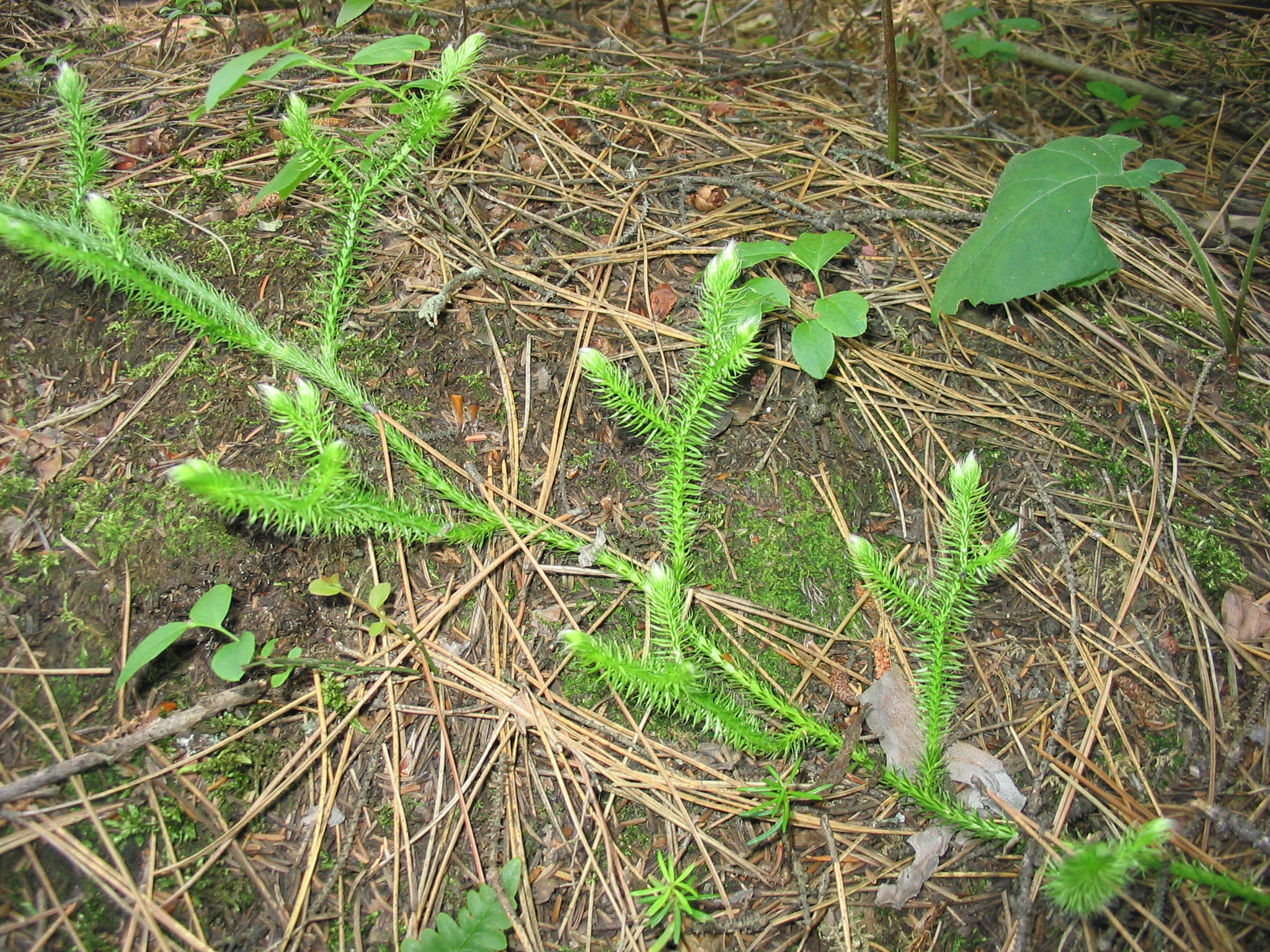
Vertakkende grote wolfsklauw.

Bij varens (vooral bij veel primitieve of fossiele varens zoals Rhynia (fossiel), Psilotum), Lycopodium (wolfsklauw) en Selaginella, maar ook bij veel mossen en levermossen treedt dichotome vertakking op: de groeipunt van de stengel deelt zich in twee min of meer gelijke groeipunten, waaruit de stengel verder in twee gelijke takken doorgroeit. 
Als de takken niet geheel gelijkwaardig meer zijn, maar een van beide dominant is in de lengtegroei (overtopping), spreekt men van anisotome vertakking of pseudomonopodiale groei, bijvoorbeeld bij de grote wolfsklauw (Lycopodium clavatum). Het bouwplan van de zaadplanten blijkt hier niet op te gaan, maar een betere verklaring geeft hier de teloomtheorie.

## Adventief
Als de zijtakken te vinden zijn op ongewone plaatsen, anders dan hierboven genoemd, spreekt men van adventieve takken. Een voorbeeld vormende takken die als wortelopslag worden gevormd.